# Antheraea fumosus
Antheraea fumosus är en fjärilsart som beskrevs av Wurst 1930. Antheraea fumosus ingår i släktet Antheraea och familjen påfågelsspinnare. Inga underarter finns listade i Catalogue of Life.